# Rietmolen
Rietmolen est un village appartenant à la commune néerlandaise de Berkelland. Le 1er janvier 2007, le village comptait 550 habitants.

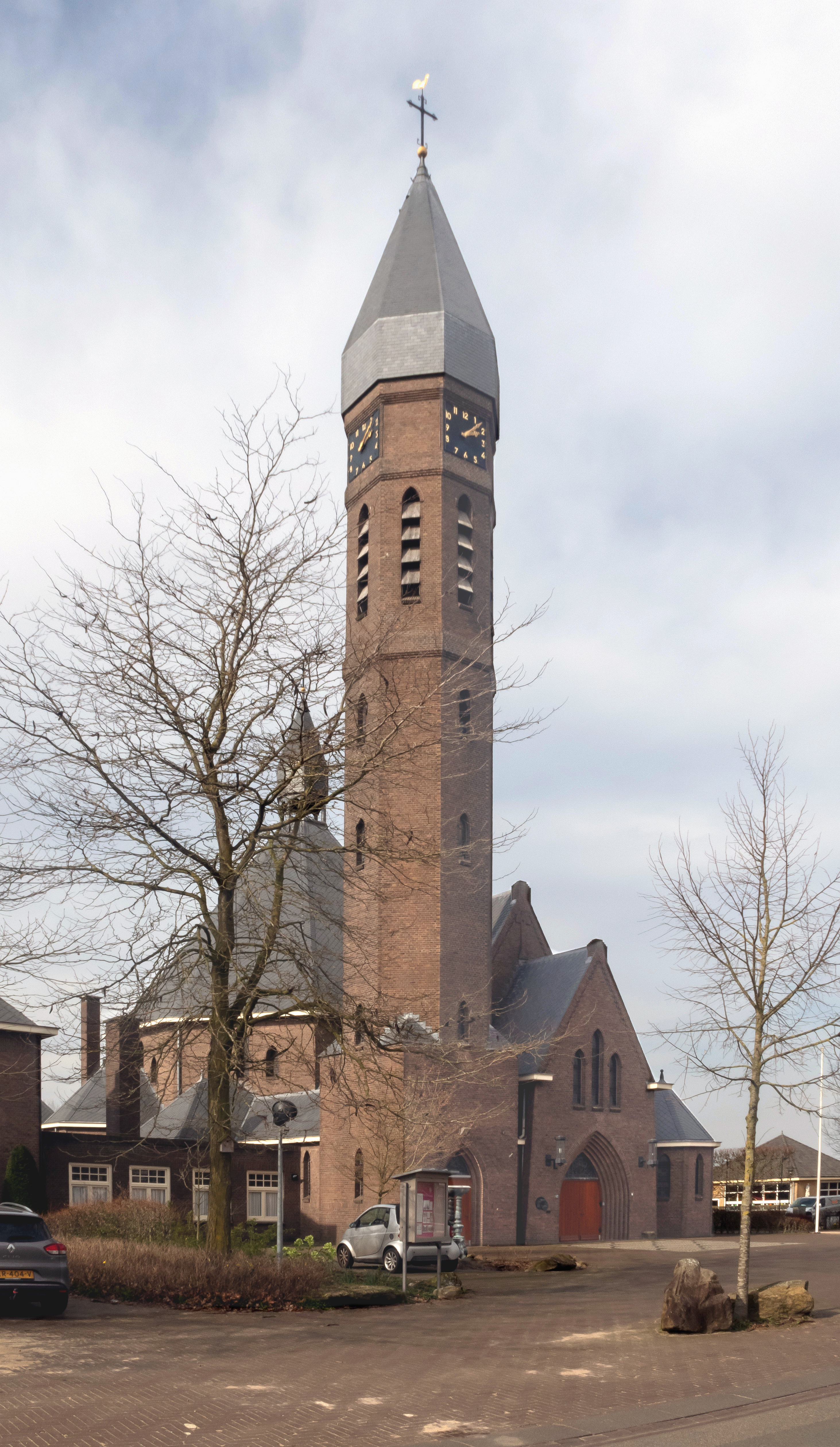
L'église: la Sint-Caeciliakerk